# Sejm zwyczajny 1719/1720 (z limity)
Sejm zwyczajny 1719/1720  (z limity)  – sejm zwyczajny I Rzeczypospolitej zwołany 4 listopada 1719 roku do Warszawy. 
Marszałkiem sejmu starej laski był Krzysztof Zawisza starosta miński. Obrady trwały od 30 grudnia 1719 do 23 lutego 1720 roku. 
Sejm został zerwany przez frakcję hetmańską, min. posła Kazimierza Rudzińskiego, z inspiracji i za pieniądze posłów rosyjskiego Grigorija Dołgorukowa i pruskiego Friedricha Wilhelma Possadowskiego. 
29 kwietnia 1720 roku odbyły się sejmiki relacyjne.